# ギリギリHERO
『ギリギリHERO』（-ヒーロー）は、mihimaru GTの17枚目のシングル。2008年4月30日発売。発売元は、ユニバーサルミュージック。

## 解説
- 「diverge」以来3か月ぶりとなるシングル。初回盤と通常盤の2仕様での発売。

## 収録曲
1. ギリギリHERO
  - 作詞：hiroko and mitsuyuki miyake  / 作曲：mitsuyuki miyake

柴咲コウ主演、2008年4月26日公開の映画「少林少女」の主題歌。
女子ラクロス選手・山田幸代の公式応援ソングに使用された。
ドラムのビートを利かせ、「気分上々↑↑」を彷彿とさせる曲。
HEY!HEY!HEY!（4月28日放送）やミュージックステーション（5月2日放送）では、hirokoがシングルのオリジナルキャラクター（hiroko曰く「ギリコ」）に途中変身して歌った。逆に音楽戦士（4月25日深夜放送）、MUSIC JAPAN（5月1日深夜放送）、MUSIC FAIR 21（5月3日放送）では、コスチュームから普通の衣装に戻った。なおこのキャラクターは、初回盤のジャケットにも登場しているほか、ステッカー[1]やクレーンゲームの景品用ぬいぐるみといったキャラクター商品が存在する。
2. 恋する気持ち -acoustic ver.-
  - 作詞：Satomi and Rie / 作曲：Rie

7thシングル「恋する気持ち／YES」の1曲目のアコースティックバージョン。ライブでのアレンジを元に製作したとのこと。キーが原曲より半音低い。
3. BOW WOW SYSTEM GO
  - 作詞：hiroko and mitsuyuki miyake / 作曲：mitsuyuki miyake and hiroko

中部エリア Honda Cars '08春キャンペーン タイアップ曲
2番後の間奏では逆再生した歌声が使われている。
4. ギリギリHERO [Instrumental]
5. 恋する気持ち -acoustic ver.- [Instrumental]
6. BOW WOW SYSTEM GO [Instrumental]

### DVD（初回盤のみ）
- ギリギリHERO -Video Clip-
  - ドラマ仕立てのPVには柳沢慎吾がギリギリヒーローとして出演しており、持ちネタの「ひとり警視庁24時」を披露するシーンもある。また、miyakeはコンビニの店員、hirokoはテレビのヒーローとして登場している。
  - このDVDには収録されていないが、映画『少林少女』の映像が使用されている別バージョンのPVもある（CSなどで放送）。
  - PVでは、コンビニ店員に扮したmiyakeが柳沢慎吾の「ひとり警視庁24時」を目の前で見て素でウケているところが見て取れる。
- ギリギリHERO -Making-

## 収録アルバム
ギリギリHERO
- mihimarise
- The Best Selection of ASIA
- THE BEST of mihimaru GT 2
- 10th Anniversary BEST 2003-2013
- THE SINGLE of mihimaru GT
- mihimania collection (remix)

BOW WOW SYSTEM GO
- mihimania II〜コレクション アルバム〜
- mihimania collection